# Gottfried Zeitz
Gottfried Zeitz (* 19. November 1948 in Friedberg (Hessen)) ist ein deutscher Diplomat a. D.

## Leben
Nach Abitur, Grundwehrdienst und Zivildienst studierte Gottfried Zeitz von 1968 bis 1973 Germanistik und Klassische Philologie in Gießen, München und Frankfurt am Main und war nach dem Ersten und Zweiten Staatsexamen von 1973 bis 1980 im Schuldienst an der Wöhlerschule in Frankfurt am Main tätig. 1977 promovierte er an der Johann-Wolfgang-Goethe-Universität Frankfurt am Main über Theodor Fontane.
1980 trat er in den Diplomatischen Dienst ein und wurde nach Beendigung der Attachéausbildung und Tätigkeit in der Zentrale des Auswärtigen Amtes in Bonn an die Botschaft in Neuseeland versetzt. Von 1988 bis 1991 wieder in Bonn, war er anschließend an der Botschaft in Israel tätig.
Nach erneutem Dienst im Auswärtigen Amt wurde er 1999 Generalkonsul in Krakau. Anschließend war er zwischen 2002 und 2004 Ständiger Vertreter des Botschafters im Iran.
2004 wurde er Außenpolitischer Berater der Beauftragten der Bundesregierung für Kultur und Medien, danach, 2005 bis 2008, Büroleiter des ehemaligen Bundespräsidenten Richard von Weizsäcker.
2008 wurde Gottfried Zeitz zum Botschafter der Bundesrepublik Deutschland in Zypern berufen. Von 2011 bis zu seiner Pensionierung leitete er das Generalkonsulat in Breslau.

## Veröffentlichungen
- Die poetologische Bedeutung des Romans „L’Adultera“ für die Epik Theodor Fontanes, 1977